# Dino Compagni
Dino Compagni (vers 1255 - 26 février 1324) est un historien-chroniqueur et auteur italien du Trecento (XIVe siècle italien).

## Biographie
Dino Compagni naît aux environs de 1255-1260 dans une famille guelfe qui fait partie du popolo grasso florentin (la riche bourgeoisie) qui occupe une position de premier plan dans l'Arte di Por Santa Maria, qui devient par la suite l' Arte della Seta (Arte de la Soie). Il est l'un des dirigeants de cet Arte de 1282 à 1295 et en est même plusieurs fois consul. Il se range, contre la faction noble, derrière Giano della Bella et reçoit la charge de gonfalonnier de justice. À la mort de Giano della Bella en 1295, il doit s'éloigner quelque temps de la vie politique. Il renoue avec sa carrière en 1300 en soutenant les Blancs et la famille des Cerchi, en conflit avec le parti Noir et la famille Donati.
Comme son collègue Dante, Dino soutient l'idée d'exiler les chefs des deux côtés pour obtenir la pacification de la ville. Guido Cavalcanti, un ami de Dante fut exilé. Avec l'arrivée de Charles de Valois à Florence et la défaite des Blancs, Dino, pour éviter l'exil (étant prieur l'année précédente, il ne pouvait pas être condamné), fut contraint de se retirer définitivement de la vie politique.
Comme Dante, il s'enthousiasme à la nouvelle de la venue d'Henri VII en Italie, en voyant dans celle-ci l'occasion d'une revanche des Blancs et d'une solution équitable aux problèmes de la ville. Il conçoit alors sa Chronique entre 1310 et 1312. Celle-ci restera inachevée après la mort d'Henri VII à Buonconvento. L'interruption a été expliquée par l'échec de la révolte des Blancs à Florence et des Gibelins en général en Italie. L'œuvre manuscrite contenait de durs jugements sur des personnages encore vivants et puissants à l'époque. Elle resta cachée dans la demeure de Dino (mort en 1324) et de ses descendants. Elle sera découverte seulement dans la seconde moitié du Quattrocento.
Dino Compagni refusa le concept d'histoire universelle et le récit qui est fait de l'histoire dans les annales. C'est pourquoi il s'attache à présenter son propre point de vue sur les évènements historiques. Son travail se concentre sur la période allant de 1280 à 1312 et en particulier sur les évènements qui se sont déroulés entre 1300 et 1308: le conflit entre les Blancs et les Noirs et la victoire de ces derniers et de Charles de Valois. Il déclare vouloir rendre compte seulement du « vrai des choses certaines » en se référant uniquement à ce qu'il a directement vu et entendu, et à ce que des personnes dignes de foi lui ont confié. Toutefois, sa Chronique est une œuvre engagée. Elle est pleine de passion et de ressentiments moraux et politiques: il n'hésite pas à déclarer ses propres idées ou dépeindre la méchanceté de ses adversaires politiques et de leur chef Corso Donati. La structure de l'œuvre « révèle l'alternance continue entre le témoignage et la réflexion morale, entre les faits racontés objectivement et le chagrin déclaré sous forme de monologue » (Petrocchi). Les faits ne sont pas décortiqués selon leur contenu social ou économique ou encore l'objectivité de leurs causes, mais ils sont expliqués comme conséquences des attitudes psychologiques et morales des protagonistes. D'un autre côté, l'histoire des événements racontés est encore brûlante, ce qui confère aux pages de la Chronique la spontanéité d'un journal personnel.

## Œuvre
Il est l'auteur de la Cronica della cose occorrenti ne tempi suoi (Chronique des choses survenant en ces temps) une œuvre originale et une source précieuse pour l'histoire florentine. L’œuvre relate la lutte entre Guelfes et Gibelins puis entre guelfes blancs et noirs de 1280 à 1312. Rédigée après que son auteur s'est éloigné de la vie politique, elle répond à un projet précis: défendre l'idée d'une participation active des Arts mineurs au gouvernement de la commune.
Ce texte est le récit détaillé des complots ourdis contre Giano della Bella, un représentant du parti populaire (Guelfe blanc), après qu'il a émis les Ordonnances de justice, le 15 janvier 1293, dont l'objet était de déposséder les magnats florentins de leur pouvoir, au bénéfice de la bourgeoisie, des artisans et des corporations de métiers.

## Crédit d'auteurs
- (it) Cet article est partiellement ou en totalité issu de l’article de Wikipédia en italien intitulé « Dino Compagni » (voir la liste des auteurs).